# Terreiro Ilê Axé Alabaxé
O Terreiro Ilê Axé Alabaxé é um templo de candomblé de nação Ketu e tem como patrono o orixá Oxóssi, O terreiro foi fundado em 1973 pelo babalorixá Edson dos Santos e está localizado na cidade de Maragogipe, no estado brasileiro da Bahia. É um patrimônio imaterial estadual, tombado pelo Instituto do Patrimônio Artístico e Cultural da Bahia (IPAC), no ano de 2006, sob o processo de nº 007/2005.

## História
No ano de 1973, Edson dos Santos (Pai Edinho), compra um chalé humilde, em madeira e barro, na cidade de Maragogipe, localizada na rua Doutor Plácido da Rocha do bairro Alto da Bela Vista, para ser sua residência e morada de seu orixá. Pai Edinho funda no local o Terreiro Ilê Axé Alabaxé, e com ajuda dos filhos de santo e moradores de Maragogipe, o chalé foi melhorando com o passar dos tempos e permanece no local até os dias atuais. Pai Edinho veio a falecer no ano de 2012.

## Babalorixás e yalorixás
- Edson dos Santos (1973 a 2012) - Fundador.[2][3]
- Antônio Roberval França Barbosa (desde 2012).[3]

## Festividades
- Homenagem a Oxóssi - 2 de fevereiro.[4]
- Festa de Oxóssi (Corpus Christi) - entre maio e junho.[4]
- Festa do caboclo - primeiro sábado de julho.[4]
- Louvor a Iroco - 10 de agosto.[4]
- Festa de Oyá - primeiro sábado de dezembro.[4]